# Yasushi Inoue
Yasushi Inoue (Hokkaido, 6 de maio de 1907 - Tóquio, 29 de janeiro de 1991) foi um escritor japonês de romances, contos, poesia e ensaios, conhecido por sua ficção histórica e autobiográfica. Seus trabalhos mais aclamados incluem The Bullfight (Tōgyū, 1949), The Roof Tile of Tempyō (Tenpyō no iraka, 1957) e Tun-huang (Tonkō, 1959).

## Trabalhos selecionados (títulos em japonês e inglês)
- 1937: Ryūten (流転) história
- 1949: The Hunting Gun (猟銃, Ryōjū) romance
- 1949: The Bullfight (闘牛, Tōgyū) romance
- 1950: Kuroi Ushio (黯い潮) romance
- 1950: Shi to koi to nami (死と恋と波と) coleção de contos
- 1951: Life of a Counterfeiter (ある偽作家の生涯, Aru gisakka no shōgai) coleção de contos
- 1953: Asunaro monogatari (あすなろ物語) romance
- 1956: Wall of Ice (氷壁, Hyōheki) romance
- 1957: The Roof Tile of Tempyō (天平の甍, Tenpyō no iraka) romance
- 1958: Kitaguni (北国) coleção de poesia
- 1959: Lou-Lan (楼蘭, Ro-ran) coleção de contos
- 1959: Tun-huang (敦煌, Tonkō) romance
- 1960: Yodo dono no nikki (淀どの日記) romance
- 1962: Chikūkai (地中海) coleção de poesia
- 1963: Wind and Waves (風濤, Fūtō) romance
- 1967: Kaseki (化石) romance
- 1967: Unga (運河) coleção de poesia
- 1968: Oroshiyakoku suimutan (おろしや国酔夢譚) romance
- 1969: Journey Beyond Samarkand (西域物語, Seiiki monogatari) romance
- 1971: Kisetsu (季節) coleção de poesia
- 1975: Chronicle of My Mother (わがの母の記, Waga no haha no ki) romance
- 1976: Enseiro (遠征路) coleção de poesia
- 1979: Uta zenshū (全詩集) coleção de poesia
- 1981: Hongakubō ibun (本覺坊遺文) romance
- 1989: Confucius (孔子, Kōshi) romance